# Buzzin’
Buzzin’ – trzeci oficjalny singel amerykańskiego rapera Manna. Utwór pochodzi z jego debiutanckiego albumu Mann's World, którego premiera była w roku 2011. Oficjalny remiks jest z udziałem rapera, 50 Centa. Do utworu powstał teledysk.

## Notowania
| Notowanie (2011)                   | Najwyższa pozycja |
| ---------------------------------- | ----------------- |
| US Billboard Hot 100               | 73                |
| US Billboard Hot R&B/Hip-Hop Songs | 86                |
| US Billboard Hot Rap Songs         | 17                |
| US Billboard Mainstream Top 40     | 40                |
| US Billboard Top Heatseekers       | 4                 |